# Sant Esteve d'Andorra la Vella
L'església parroquial de Sant Esteve d'Andorra la Vella està al bell mig del nucli antic de la capital d'Andorra. Originàriament romànica, ha estat modificada i ampliada en diferents ocasions, les darreres i més importants el segle xx.
És un monument declarat Bé d'interès cultural, la màxima categoria de protecció d’un bé immoble segons la Llei 9/2003, modificada l’any 2014

## Arquitectura i història
La construcció del temple se situa al voltant de la segona meitat del segle xii, sota influències de l’arquitectura llombarda.
De l’església romànica de Sant Esteve han quedat poques restes; la més destacable és l’absis original, que és una de les parts més ben conservades i un dels més grans d’Andorra. L’absis presenta decoració llombarda, una planta semicircular i dos finestres de doble esqueixada, i té volta de quart d’esfera feta amb pedra tosca. Pel que fa a la resta de la fàbrica del temple, s’observa que es va aixecar amb carreus força irregulars, disposats en filades i lligats amb morter de calç. La coberta, a dos vessants, era d’encavallades de fusta amb lloses de llicorella. Sota coberta hi ha un fris de dents de serra i, per sota, una decoració d’arcs cecs d’estil llombard, que es van realitzar en pedra tosca i amb molta qualitat. A la part inferior de cada arc hi trobem una petita mènsula amb decoració geomètrica. Així, d’elements romànics es conserven l’absis amb la decoració llombarda d’origen, el campanar (a excepció del darrer pis) i algunes parts dels murs de la nau i l’absidiola del costat nord.
La restauració feta l’any 1940, a càrrec de l’arquitecte modernista Josep Puig i Cadafalch, es va centrar en la remodelació del campanar, en què es van afegir un pis i l’entrada lateral actual.

## L'interior de Sant Esteve d'Andorra la Vella
L’església conserva restes de pintura mural, in situ, a la biga de fusta policromada del baldaquí. Actualment, i després de l’ampliació, Sant Esteve és una església de planta de nau única, rectangular, amb tres absis de planta semicircular i volta de quart d’esfera. El  creuer presenta planta de creu i, en conseqüència, la coberta té diversos vessants. A l’exterior, els absis de factura contemporània presenten tota una sèrie de finestres molt estilitzades, de doble esqueixada, rematades per un arc de mig punt i emmarcades per sanefes de carreus de granit d’inspiració llombarda.
A l’interior del temple s’hi accedeix per dos portes, una al peu de la nau i l’altra al lateral, dissenyada per l’arquitecte Josep Puig i Cadafalch. La porta principal, que és la del peu de la nau, queda sota una marquesina suportada per pilars de granit i s’hi accedeix per dos escales laterals. Per sobre de la porta hi ha un gran rosetó. A l’interior de la nau hi ha tres arcs per banda que inclouen finestrals.

## Les pintures murals de Sant Esteve d'Andorra la Vella
La majoria dels frescos de l’absis central i de les absidioles, pintats al segle xiii, es van arrencar l’any 1926 i es conserven tres en museus públics: Espai Columba, MNAC i Museu del Prado. No són pintures del període romànic exactament, sinó que s’emmarcarien dins l’estil 1200, un estil de transició entre el romànic i el gòtic. El conjunt comprèn la decoració d’una absidiola lateral i del mur adjacent, i part de la de l’absis principal, on apareix representada la història de la passió de Crist.

### Crist en majestat i tetramorf (conservats al MNAC)
L’absis de Sant Esteve d’Andorra la Vella estava presidit a la part alta per un Crist en majestat emmarcat per l’ametlla mística i pels quatre símbols dels evangelistes en tetramorf: Mateu, l’home; Marc, el lleó alat; Lluc, el brau alat, i Joan, l’àguila. L’únic que es conserva d’aquest conjunt és la figura de sant Lluc com a brau alat que sosté un llibre. Es creu que gran part d’aquesta pintura mural es va destruir en el moment de l’arrencament. De fet, és gràcies a aquest petit fragment que podem suposar què hi havia representat a la volta.

### El lavatori (conservat al Museu del Prado)
A sota del Crist en majestat, i a la part esquerra de l’absis, abans del bes de Judes, es trobaria l’escena del lavatori. Aquesta escena representa un episodi que es produeix just abans del Sant Sopar.
Al centre de l’escena apareix Jesús agenollant-se rentant els peus de sant Pere: hi podem llegir [PETRVS]. Darrere d’aquests personatges apareixen més apòstols.

### El bes de judes (conservat a l’Espai Columba)
En aquesta escena Judes Iscariot traeix Jesús fent-li un petó i assenyalant-lo així per als soldats, perquè l’empresonin. L’escena la protagonitzen dos personatges situats al centre. Un és Jesús, que duu una túnica vermella, un mantell blau i el nimbe crucífer i rep un petó de Judes. Jesús és pres pels canells per uns soldats que porten casc i llança. El rostre de Jesús apareix contrariat i la seva posició ens mostra que accepta el seu destí i que és un preludi de la seva crucifixió. També, a la part esquerra, apareix sant Pere, que per evitar l’arrest de Jesús i en un acte de violència talla l’orella de Malc.

### La flagel·lació de crist (conservat a l’Espai Columba)
El primer martiri que va patir Jesús abans de ser crucificat va ser la flagel·lació. Crist està lligat de mans a una columna mentre rep fuetades amb un fuet de cinc cordes i una palmeta, empunyades per dos servents. Aquests dos personatges, que apareixen de forma grotesca i exagerada, estan identificats en les inscripcions [IUDEI] i [MALHUDEI], és a dir, ‘jueu’ i ‘mal jueu’. Aquests tres personatges formen una composició triangular, en què Jesús és el més elevat i els altres dos estan disposats a banda i banda. A l’esquerra, vigilant de molt a prop i ordenant amb el dit, veiem Pilat, prefecte de Judea de l’Imperi romà que condemna Jesús a morir a la creu. Damunt seu apareix la inscripció [PILATVS]. Cal destacar que la posició de mans de Jesús no és habitual, sinó que conté un fort simbolisme d’acceptació del seu sacrifici, reafirmada per l’expressió del seu rostre, que ja sembla haver acceptat el seu final.
L’escena s’emmarca sobre un fons verd i amb una disposició feta a partir d’arcuacions i columnes. Aquest tipus de disposició també es pot veure a les pintures de Santa Coloma, en la representació del col·legi apostòlic.

### El crist dels improperis (conservat al MNAC)
Dins la mateixa escena de la flagel·lació, i separat per un fragment avui dia desaparegut, tornem a trobar Jesús, que després de ser flagel·lat és coronat amb la corona d’espines. Jesús pateix l’escarni públic, en què els soldats romans li llancen improperis i burles. En aquest cas, vesteix de manera diferent respecte de les escenes anteriors: porta un vestit groguenc que li han donat els soldats del governador.

### La pedra cantonera (conservat a l’Espai Columba)
Durant molts anys, i abans de l’adquisició de les dos escenes, aquest petit fragment va ser l’únic que es va conservar al país com a testimoni de les pintures que cobrien les parets de l’església de Sant Esteve d’Andorra la Vella. Es tracta d’una pedra cantonera de l’absis que conserva restes de pintura mural, on hi ha representats fragments decoratius.

### L’anunciació al profeta Zacaries i les fonts del riu Jordà (conservats al MNAC)
A l’absidiola, al costat de l’absis, hi ha una de les representacions més ben conservades avui dia. Es tracta de l’anunciació del naixement de sant Joan Baptista a Zacaries per part de l’arcàngel Gabriel. El seu fill Joan es coneixerà com “el Baptista”. En aquest indret se situava la pica baptismal. Les pintures estan adaptades a l’espai arquitectònic per al qual van ser concebudes i a les funcions litúrgiques. A l’exterior de l’arc, un personatge que omple tres gerres d’aigua sembla que es pot relacionar amb un servent de les noces de Canà o com una personificació de les tres fonts que deriven del riu Jordà.

### Els motius ornamentals (conservats al MNAC)
El conjunt de Sant Esteve inclou diversos tipus de motius ornamentals, que a banda de decorar les escenes també les ordenen i les emmarquen. És el cas de les sanefes amb motius vegetals i fulles d’acant, de tradició clàssica.

### El periple de les pintures murals de Sant Esteve d’Andorra la Vella
Com va passar a Santa Coloma, Sant Miquel d'Engolasters i a gran part del Pirineu català, els murals de Sant Esteve d’Andorra la Vella van ser arrencats durant el segle passat amb la tècnica de l’strappo, en un moment en què l’art medieval suscitava un gran interès entre els col·leccionistes. Als anys vint, Josep Bardolet i Solé els compra per vendre’ls posteriorment a Ròmul Bosch i Catarineu. Més endavant, i en diversos moments, la família Bosch, que es queda els dos fragments que avui es conserven a l’Espai Columba, ven la resta a col·leccionistes i el conjunt es disgrega. D’una banda, diversos fragments, entre els quals els de l’absidiola, ingressen al Museu d’Art de Catalunya a través de la compra feta per Julio Muñoz i Ramonet. Aquests fragments, que viatgen a Olot i a París durant la Guerra Civil Espanyola, es troben actualment al MNAC. D’altra banda, el madrileny José Luis Várez-Fisa adquireix el fragment del lavatori, i l’any 2013 la seva família el dona al Museu Nacional del Prado, a Madrid.

Després d’un llarg procés engegat pel Govern d’Andorra el 2008 i aturat durant uns anys, els fragments que havien quedat en mans de la família Bosch (el bes de Judes i la flagel·lació) retornen a Andorra el 2024. Ara el conjunt s’exhibeix en tres museus diferents, tots ells gestionats per institucions públiques. 

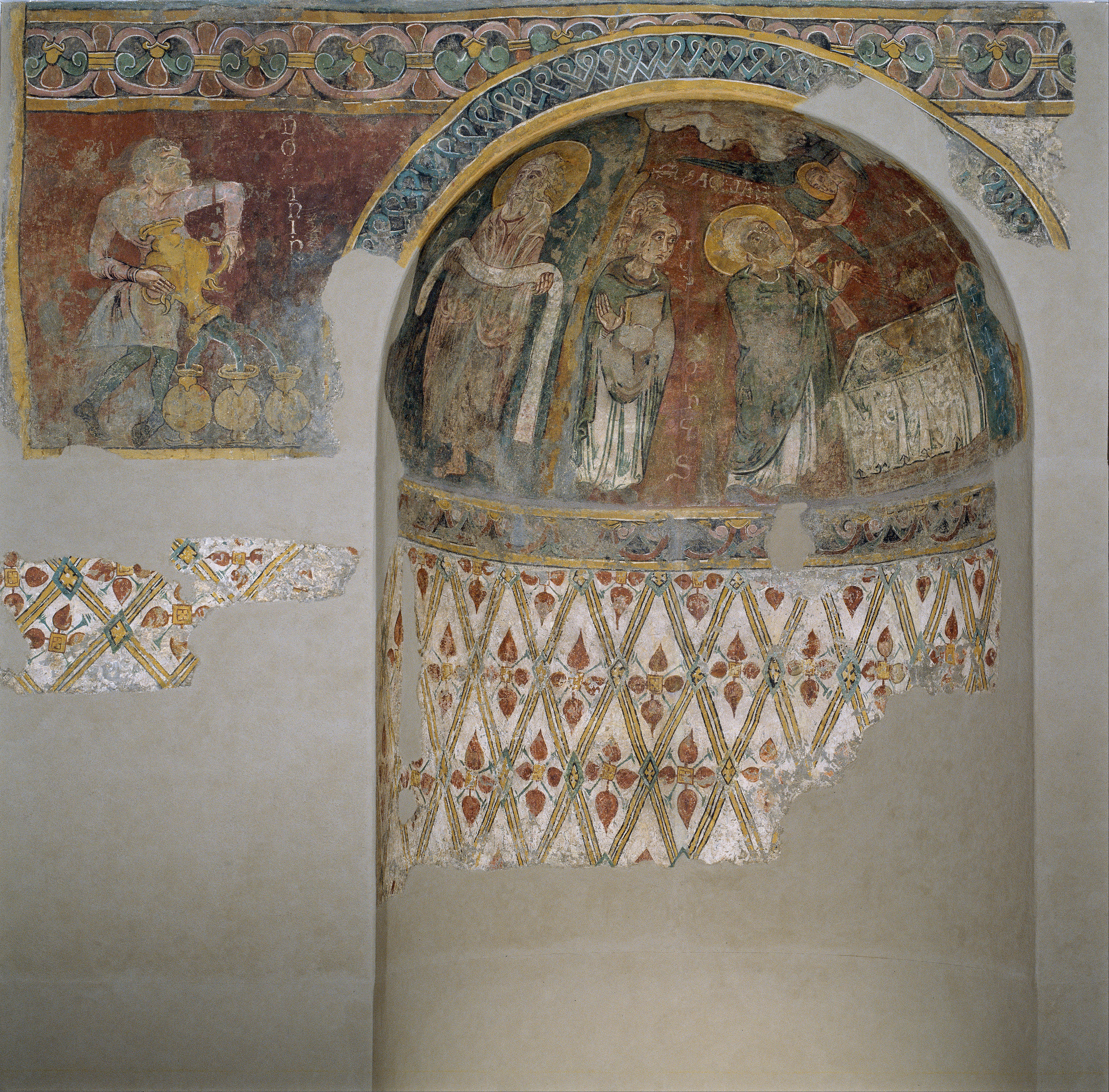
Pintures murals al MNAC
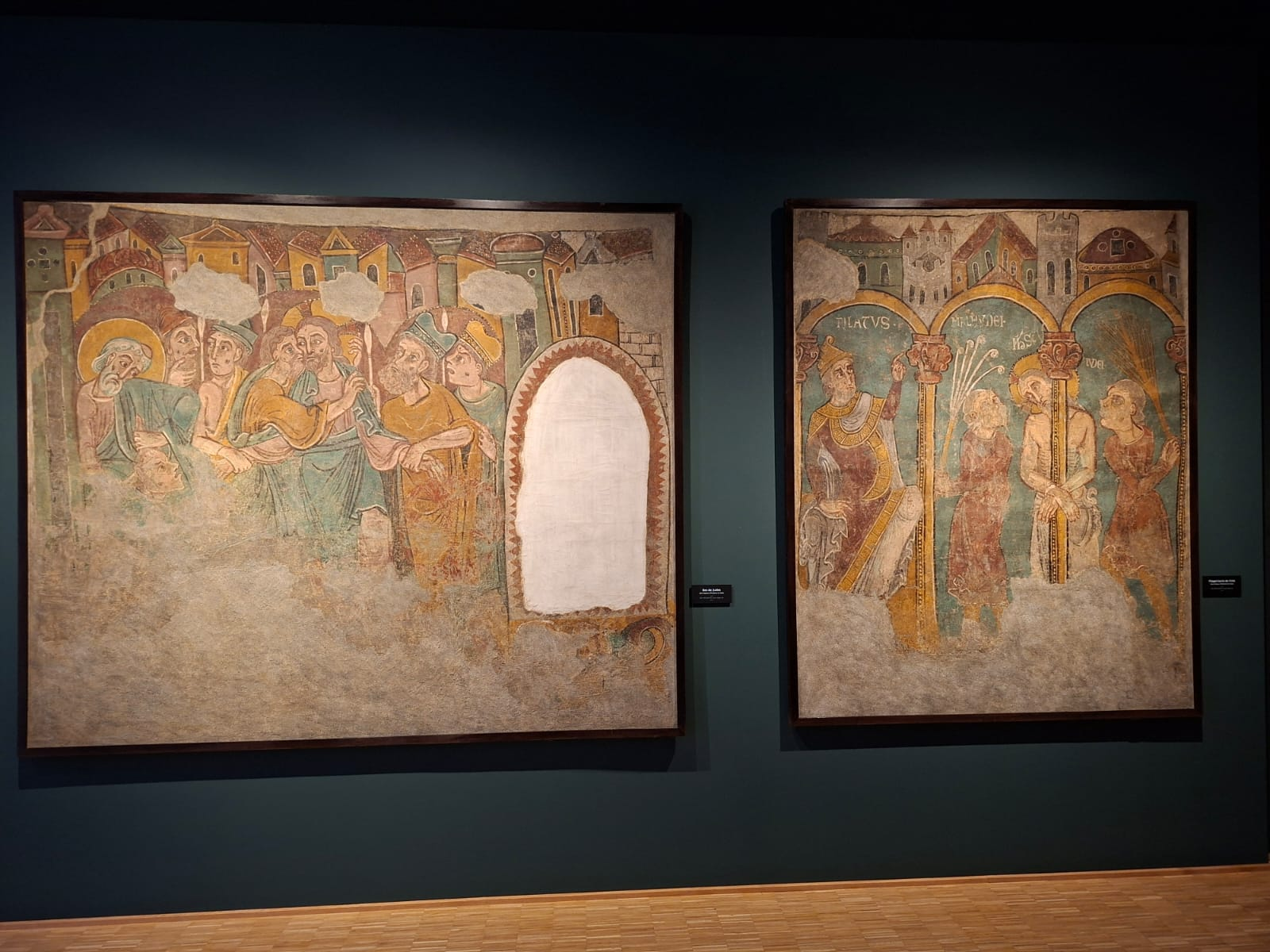
Pintures murals de Sant Esteve d'Andorra la Vella a l'Espai Columba
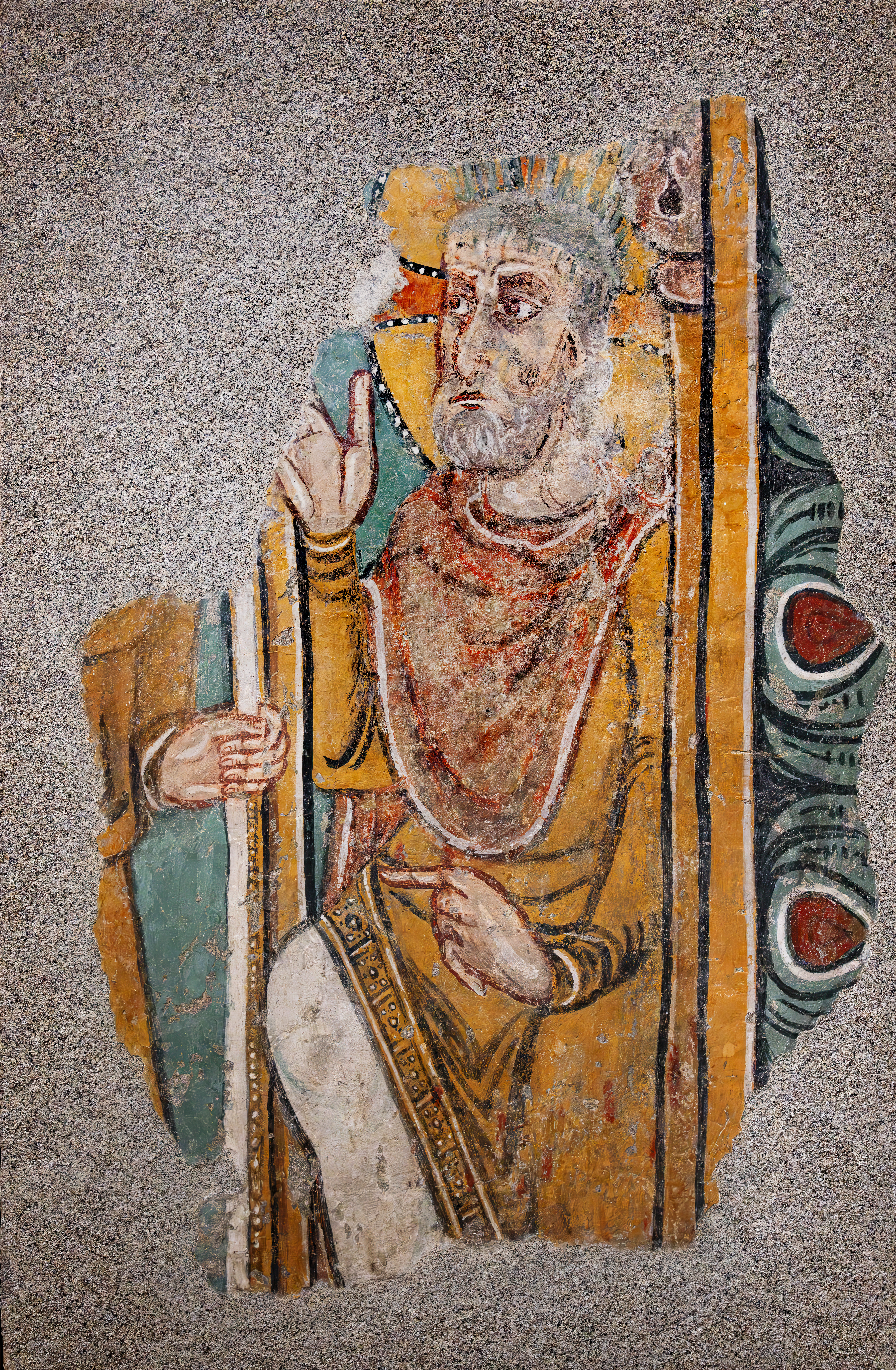
Crist de la coronació d'espines MNAC

### Els retaules i el mobiliari
L’església acull a l’interior l’antic retaule major de sant Esteve, d’autors desconeguts i construït la primera meitat del segle xvi, i els retaules de sant Joan Baptista (en el context de la retaulística de les parròquies andorranes, aquest conjunt sobresurt perquè és el resultat de la feina d’un escultor i d’un daurador molt professionals i força acurats) i de santa Llúcia (finals del segle xvii).
Sant Esteve conserva diverses imatges barroques, com un sant Crist de la segona meitat del segle xvi, de fusta policromada i de mida considerable, que representa un dels moments culminants del simbolisme cristià, que és la mort de Jesús a la creu. La policromia, que fa ressaltar els efectes del càstig sofert, accentua encara més aquesta via dolorosa d’assoliment del perdó.
També destaca el Quadre de les ànimes, del segle xviii, obra de Joan Casanovas i Ricart (ca. 1691-1756). El quadre La visió de la pietat, amb el donant Antoni Moles (o de les ànimes del purgatori), que ara es guarda a la rectoria d’Andorra la Vella, és una de les obres més emblemàtiques i representatives del barroc a Andorra. Les representacions de les ànimes del purgatori obeïen a codificacions simbòliques molt específiques arrelades des de l’edat mitjana.
L’església arxiprestal també té un orgue, des de l’any 1991, emprat per a tres finalitats: litúrgica, cultural i pedagògica.